# شونینگدورف
شونینگدورف (به آلمانی: Schwenningdorf) یک منطقهٔ مسکونی در آلمان است که در رودینگهاوزن واقع شده‌است. شونینگدورف ۲٬۳۵۶ نفر جمعیت دارد.